# Radio Moskou

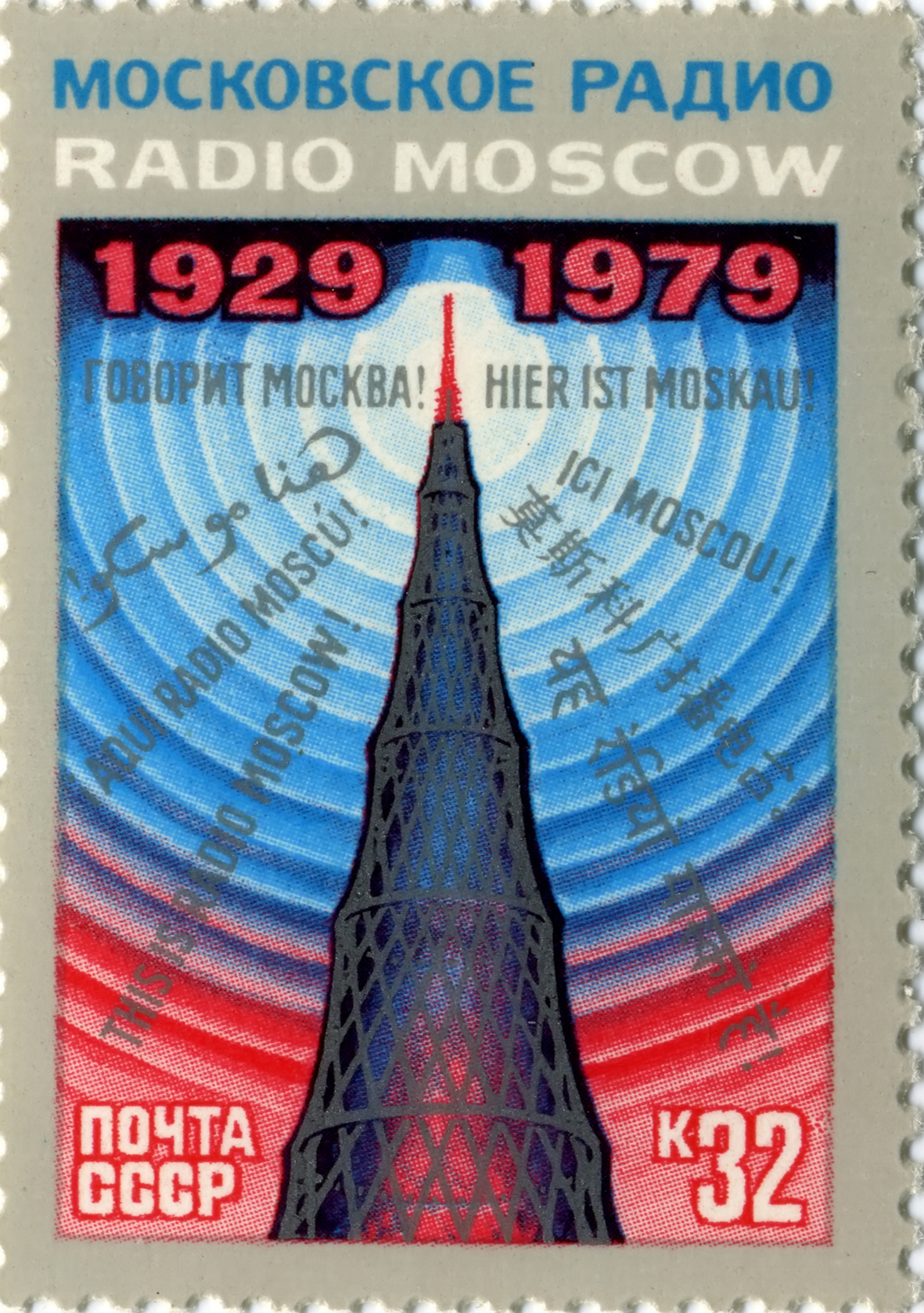
Jubileum-postzegel met de Sjoechov-radioantenne (1979)

Radio Moskou (Russisch: Радио Москва) was een radiostation in de Sovjet-Unie dat vanaf 1929 midden- en kortegolfuitzendingen verzorgde voor luisteraars in het buitenland. Op het hoogtepunt zond Radio Moskou uit in meer dan 60 talen. Van 1930 tot 1994 werd ook uitgezonden in de Nederlandse taal. Tijdens de Tweede Wereldoorlog berichtten presentatoren IJs(brand) Schilp en Rinske Hoff over zaken die in Nederland en België niet langs de Duitse censuur kwamen maar ze stonden zelf onder controle van de Sovjetcensuur. Tijdens Operatie Taifun werden de medewerkers van Radio Moskou geëvacueerd naar de Oeral.
In de jaren 90 werd Radio Moskou vervangen door The Voice of Russia, dat lid werd van de Europese Radio-unie. Op 1 april 2014 werden de kortegolfuitzendingen van The Voice of Russia gestaakt.